# Cremnosterna quadriplagiata
Cremnosterna quadriplagiata är en skalbaggsart som beskrevs av Stefan von Breuning 1940. Cremnosterna quadriplagiata ingår i släktet Cremnosterna och familjen långhorningar. Inga underarter finns listade i Catalogue of Life.